# IN LOVE AGAIN
『IN LOVE AGAIN』（イン・ラヴ・アゲイン）は、古内東子13枚目のアルバム。2008年10月15日にtearbridge recordsからリリース（NFCD-27123）。

## 解説
エイベックス移籍第一弾、3年ぶりの新作。

## 収録曲
作詞・作曲：古内東子
編曲：河野伸（1,2,4,6,7,8,12,13）・森俊之（3,5,9,10,11）
1. 歩幅
2. 恋の不思議
3. あなたのトモダチ
4. IN LOVE AGAIN
5. Mystical
6. カサノバ
7. 今夜ベッドで
8. 帰る場所はあなた
9. よくある物語
10. Confusion
11. game
12. 半分だけ
13. Beautiful Days -New Version-
  - P&G「パンテーン」CMソング

## 参加ミュージシャン
- Programming:河野伸（1,2,4,6,7,8,12,13）、森俊之（3,5,9,10,11）
- Pro Tools Editing:森俊之（3,5,9,10,11）
- Drums:沼澤尚（5）、佐野康夫（6,7,8）、江口信夫（10）
- Bass:大神田智彦（1,4,7,13）、河野伸（2）、松原秀樹（5,10）
- Moog Bass:森俊之（9）
- Keyboards:河野伸（1,2,4,6,7,8,12,13）、森俊之（3,5,9,10,11）
- E.Guitar:石成正人（2,7）、今剛（3,9,10）、山本タカシ（5）
- A.Guitar:石成正人（1,4,6,8,13）、河野伸（4）
- Trumpet:西村浩二（4,9）、菅坂雅彦（9）
- Saxophone:山本拓夫（4,9）
- Tromborn:村田陽一（4,9）
- Flute:山本拓夫（6）
- Flugelhorn:西村浩二（7）
- Strings:金原ストリングス（1,12,13）
- Chorus:河野伸（2,8）